# The Nile Hilton Incident
The Nile Hilton Incident är en svensk thrillerfilm från 2017 i regi av Tarik Saleh med Fares Fares i huvudrollen. Filmen är löst baserad på mordet på den libanesiska sångerskan Suzanne Tamim 2008. Filmen mottog juryns stora pris på Sundance Film Festival 2017. Vid Guldbaggegalan 2018 fick filmen fem guldbaggar, inklusive Guldbaggen för bästa film.

## Handling
Noredin (Fares Fares) är en korrupt kriminalpolis i centrala Kairo som satt i rutin att pressa lokala brottslingar på pengar. I ett rus av droger och alkohol håller han sig flytande i ett rättssystem som är på randen till kollaps. En natt blir han tilldelad en mordutredning, en sångerska har hittats död i bröllopssviten på ett lyxhotell. Vad som från början verkar vara ett enkelt passionsbrott visar sig ha förgreningar hela vägen upp till den innersta kretsen runt presidenten. Noredin börjar ifrågasätta sin egen moral allt eftersom han blir djupare och djupare indragen i en spiral av prostitution, utpressning, mord och dolda politiska agendor. Det blir uppenbart för honom att jakten på rättvisa är ett ensamt lopp där ingen går att lita på.

## Rollista i urval
- Fares Fares – Noredin
- Mari Malek – Salwa
- Yaser Maher – Kammal Mustafa
- Ahmed Seleem – Hatem Shafiq
- Slimane Dazi – Green Eyed Man
- Hania Amar – Gina